# Boyz II Men
Boyz II Men (Бойз ту мен) — американский вокальный квартет с лейбла Motown, пик успеха которого пришёлся на середину 1990-х годов. Их баллады «End of the Road» (1993), «I’ll Make Love to You» (1994) и «One Sweet Day» (1995, дуэт с Мэрайей Кэри) установили рекорды по продолжительности пребывания на первой строчке Billboard Hot 100.

## История
Четверо мужчин создали Boyz II Men в 1988 году во время обучения в Высшей школе исполнительского мастерства (Филадельфия). В 1991 году вышел их первый альбом Cooleyhighharmony, записанный в модном в то время стиле джек-свинг. Успех, сопутствовавший балладе «It’s So Hard to Say Goodbye to Yesterday» (исполненной акапелла), предопределил направление развития коллектива на годы вперёд.
В 1992 году Boyz II Men стали сотрудничать с ультрамодным продюсером ритм-энд-блюза, Бэйбифейсом, который написал и спродюсировал их величайшие хиты. Романтическая баллада «End of the Road» не покидала первой строчки в чартах на протяжении 14 недель, побив рекорд, установленный ещё в 1956 году Элвисом Пресли. Это был первый из обоймы семи платиновых синглов подряд.
В 1994 году Boyz II Men вернулись на вершину чартов с альбомом II. Несколько синглов с этой пластинки сменяли друг друга на вершине Billboard Hot 100 (до них это удавалось только Элвису и The Beatles). Следующий год был проведён в непрестанных гастролях по США. Тогда же Boyz II Men были награждены тремя «Грэмми». Нежелание участников группы в спешке записывать новый музыкальный материал привело к размолвке с руководством Motown Records и их переходу под крыло Sony Music.
Осенью 1997 года группа выпустила альбом Evolution, первый сингл с которого стал последним «номером один» в их карьере. К тому времени их популярность начинала идти на убыль. В 2000-е годы Boyz II Men записывали в основном кавер-версии нестареющих мелодий прошлых лет (в том числе мотауновских). В 2003 году один из участников покинул группу из-за проблем со здоровьем. В России (в Москве) коллектив впервые выступил 19 октября 2010 г.
Boyz II Men исполнили основную музыкальную тему сериала американского сериала «Ясновидец».
Снимались в фильме "Та ещё парочка" в роли камео

## Дискография
| - «Cooleyhighharmony» (1991) / «Cooleyhighharmony (Expanded Edition)» (2009) - «II» (1994) - «Evolution» (1997) - «Nathan Michael Shawn Wanya» (2000) - «Full Circle» (2002) - «Throwback, Vol. 1» (2004) - «The Remedy» (2006) - «Motown: A Journey Through Hitsville USA» (2007) - «Love» (2009) - «Twenty» (2011) - 4 сентября 2001: Music in High Places (Концерт в Сеуле, Корея) - 25 ноября 2008: Motown: A Journey Through Hitsville USA - 7 декабря 2009: BIIM: Live at Lollapalooza 2009 | - «Christmas Interpretations» (1993) - «The Remix Collection» (1995) - «The Ballad Collection» (1999) - «Legacy: The Greatest Hits Collection» (2001) - «The Best of Boyz II Men» (2003) - «Winter/Reflections» (2005) - 1992: «End of the Road» (13 недель) - 1994: «I'll Make Love to You» (14 недель) - 1994: «On Bended Knee» (1 неделя) - 1995: «One Sweet Day» (при участии Мэрайи Кэри) (16 недель) - 1997: «4 Seasons of Loneliness» (1 неделя) |